# Sepia prabahari
Sepia prabahari is een inktvissensoort uit de familie van de Sepiidae. De wetenschappelijke naam van de soort is voor het eerst geldig gepubliceerd in 2002 door Neethiselvan & Venkataramani.